# Aspin-Aure
Aspin-Aure ist eine französische Gemeinde mit 41 Einwohnern (Stand 1. Januar 2022) im Département Hautes-Pyrénées in der Region Okzitanien (vor 2016: Midi-Pyrénées). Die Gemeinde gehört zum Arrondissement Bagnères-de-Bigorre und zum Kanton Neste, Aure et Louron.
Die Einwohner werden Aspinaurois und Aspinauroises genannt.

## Geographie
Aspin-Aure liegt circa 22 Kilometer südöstlich von Bagnères-de-Bigorre in der historischen Provinz Quatre-Vallées am südöstlichen Rand des Départements.
Umgeben wird Aspin-Aure von den drei Nachbargemeinden:
|        |                                             | Beyrède-Jumet-Camous |
| Campan | Kompassrose, die auf Nachbargemeinden zeigt |                      |
|        | Arreau                                      |                      |

Der höchste Punkt des Gemeindegebiets ist der Monne Rouye (1759 m).
Das Gemeindegebiet erstreckt sich bis zu den Hängen des Campan-Tals, das über den Col d’Aspin (1489 m) erreicht wird. Das Zentrum der Gemeinde liegt auf einer Höhe von (924 m) abseits der Straße zum Pass in einer Talmulde. Aus diesem Grund konnte die Gemeinde zu keiner Zeit vom großen Touristenstrom profitieren, der von dem bekannten Pass angezogen wird. Der Ausschuss des Départements, der unter anderem für Naturstätten zuständig ist, hat im Jahre 1937 den Schutz der großen Pässe der route des Pyrénées vorgeschlagen, zu denen außer dem Aspin der Col de Peyresourde, der Col du Tourmalet, der Col du Soulor und der Col d’Aubisque gehört. Der Col d’Aspin wurde am 2. Januar 1943 als Naturstandort klassifiziert.
Aspin-Aure liegt in den Einzugsgebieten der Flüsse Adour und Garonne.
Der Adour, am Oberlauf auch Adour de Payolle genannt, entspringt im westlichen Gemeindegebiet von Aspin-Aure.
Nebenflüsse der Neste entspringen in Aspin-Aure:
- der Ruisseau d’Aspin, am Oberlauf Ruisseau de Bucheca, am Mittellauf Berlan genannt, mit seinem Nebenfluss,
  - dem Ruisseau de Soulas, auch Ruisseau de Cos genannt, und
- der Ruisseau de Meye Lègue.

Außerdem entspringen zwei Nebenflüsse des Ruisseau du Hourc auf dem nordwestlichen Teil des Gemeindegebiets, der Ruisseau de Coumelade und der Ruisseau du Mail.

## Geschichte
Die Grundherrschaft über Aspin gehörte den Familien Castelbajac, Durfort und Aspin am Ende des 18. Jahrhunderts. Gegen 1770 gelangte sie in die Hände des Grafen Joseph d’Aspe, der in Auch residierte, zusammen mit Fréchet-Aure und anderen Orten. Seine Rechte umfassten die Gerichtsbarkeit und einige Abgaben zu dieser Zeit. Die Dorfgemeinschaft hat zu allen Zeiten von der Bewirtschaftung seiner ausgedehnten, mehr als 600 Hektar großen Wälder gelebt. Bernède, ein Weiler der Gemeinde Aspin, verschwand im Zuge von Pestepidemien in den Jahren 1640–1650.

## Toponymie
Der okzitanische Name der Gemeinde heißt Aspin. Es gibt zwei Theorien über den Ursprung des Namens. Er könnte sich vom französischen aubépine oder von épine (deutsch Dorn bzw. Weißdorn) oder aber vom baskischen und aquitanischen asp (deutsch Felsen) abgeleitet sein, aus dem viele Toponyme in den Pyrenäen hervorgekommen sind.
Der Spitznamen der Gemeinde lautet Eths lops (deutsch die Wölfe). Das Wappen der Gemeinde trägt einen Wolf.
Toponyme und Erwähnungen von Aspin-Aure waren:
- Lespin blanc (1300, Erhebung des Königs),
- De Spino (1387, Kirchenregister des Comminges),
- locum d’Aspii (1389, Larcher, Castelbajac),
- Aspin (1750, 1793 und 1801, Karte von Cassini, Notice Communale bzw. Bulletin des lois),
- Aspin-Aure (1957).[4][5][6]

## Einwohnerentwicklung
Nach Beginn der Aufzeichnungen stieg die Einwohnerzahl bis zur Mitte des 19. Jahrhunderts auf einen Höchststand von 260. In der Folgezeit sank die Größe der Gemeinde bei kurzen Erholungsphasen bis zur Jahrtausendwende auf rund 40 Einwohner und konnte sich seitdem auf einem Niveau von rund 50 Einwohnern stabilisieren.
| Jahr      | 1962 | 1968 | 1975 | 1982 | 1990 | 1999 | 2006 | 2011 | 2022 |
| --------- | ---- | ---- | ---- | ---- | ---- | ---- | ---- | ---- | ---- |
| Einwohner | 86   | 82   | 64   | 69   | 51   | 42   | 50   | 55   | 41   |

## Sehenswürdigkeiten

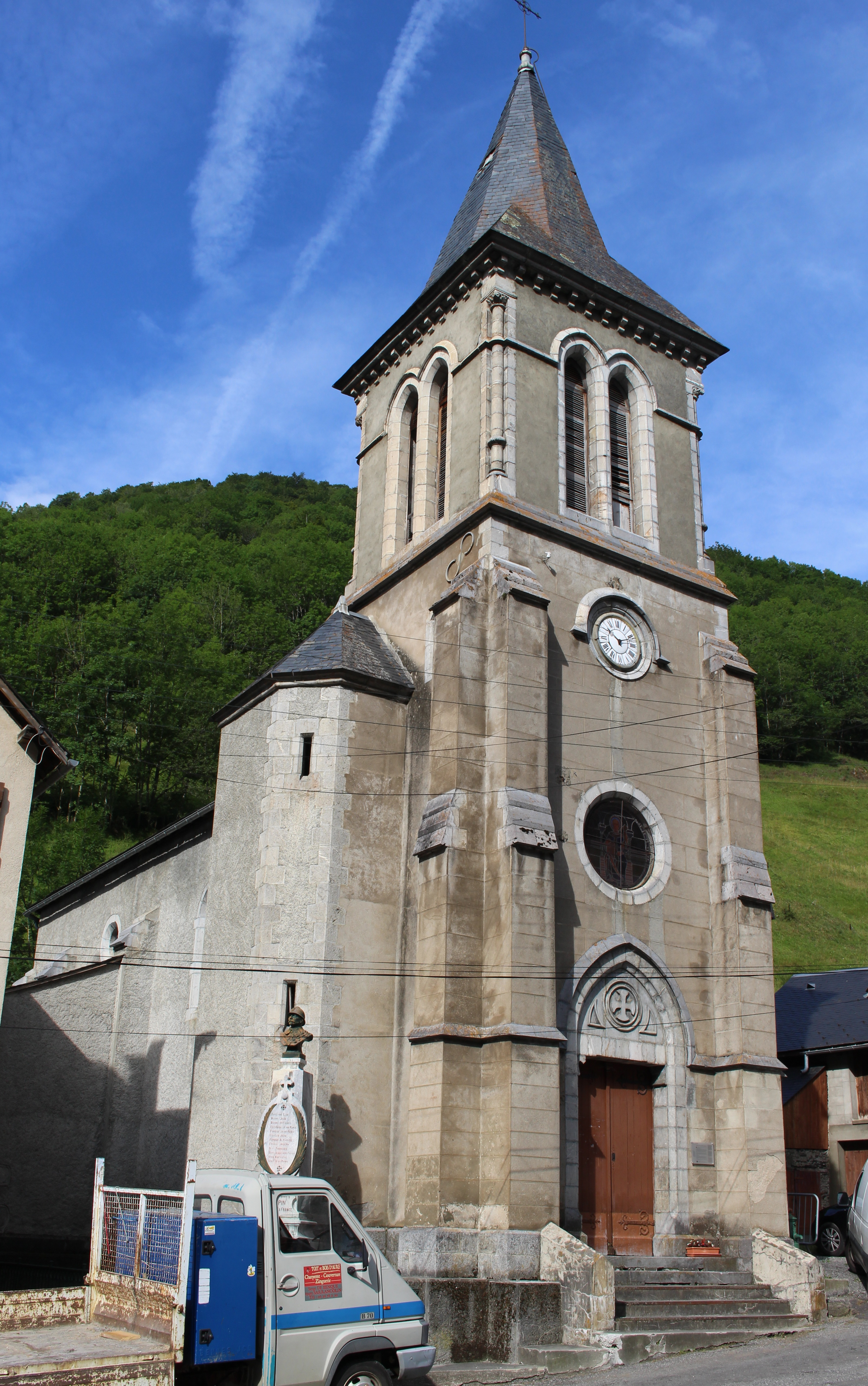
Pfarrkirche Saint-Martin

### Pfarrkirche Saint-Martin
Die Gemeinde war Zweiggemeinde von Arreau zu Beginn des 19. Jahrhunderts und ein Vikar betreute die Gemeinschaft. Bei einem Besuch im Dezember 1810 wies der Pfarrer darauf hin, dass sich die Kirche in einem sehr schlechten Zustand befindet und das Dach und der Glockenturm reparaturbedürftig seien. Im Jahre 1867 war die Kirche zu klein geworden gegenüber der gewachsenen Größe der Gemeinde und drohte zu zerfallen. Der Gemeinderat zog den Architekten Jean-Jacques Latour aus Tarbes hinzu, um Baupläne für ein neues Gebäude zu erstellen, das eine Orientierung zum Süden hin und keine Ostung aufgrund der Örtlichkeit des Standorts vorsieht. Das Fehlen finanzieller Mittel verzögerte allerdings die Ausführung des Projekts, und der Bau konnte erst 1876 beginnen. Jean-Jacques Latour verstarb im Jahre 1868. Deshalb leitete der Architekt des Bistums, Hyppolyte Louis Durand (1801–1882), die Arbeiten unter Verwendung des Großteils der Entwürfe seines Vorgängers. Die Einrichtung (Glasfenster, Marmoraltar) wurden in den Jahren 1879 bis 1880 installiert. Die Abnahme des Baus erfolgte im November 1882. Der Grundriss entspricht einem lateinischen Kreuz, das einschiffige Langhaus besitzt ein Kreuzrippengewölbe. Der Helm des Glockenturms ist polygonal und mit Schiefer gedeckt.
Verschiedene Ausstattungsgegenstände sind als Monument historique klassifiziert oder eingeschrieben:
- ein Reliquiar aus versilbertem Kupfer aus dem 17. Jahrhundert
- eine Statue aus bemaltem und vergoldetem Holz aus dem 17. Jahrhundert. Maria trägt ein granatrotes Kleid und trägt das Jesuskind, segnend und ein Buch haltend
- eine Statue aus bemaltem und vergoldetem Holz aus dem Jahre 1562. Es handelt sich um den Schutzpatron der Kirche, den heiligen Martin. Er hält den Krummstab und trägt eine lange braune Robe mit goldenen Ornamenten
- zwei Kollektenteller aus Messing aus dem 16., 17. oder 19. Jahrhundert
- ein Flachrelief aus dem 16. Jahrhundert, das den Akt der Barmherzigkeit des heiligen Martin darstellt mit Martin auf einem Pferd, der mithilfe seines Schwerts seinen Mantel teilt
- zwei Statuen aus bemaltem und vergoldetem Holz aus dem 18. Jahrhundert mit der Darstellung zweier Bischöfe jeweils einen Krummstab haltend
- ein Tabernakel aus bemaltem und vergoldetem Holz aus dem 18. Jahrhundert.[9]

## Wirtschaft und Infrastruktur

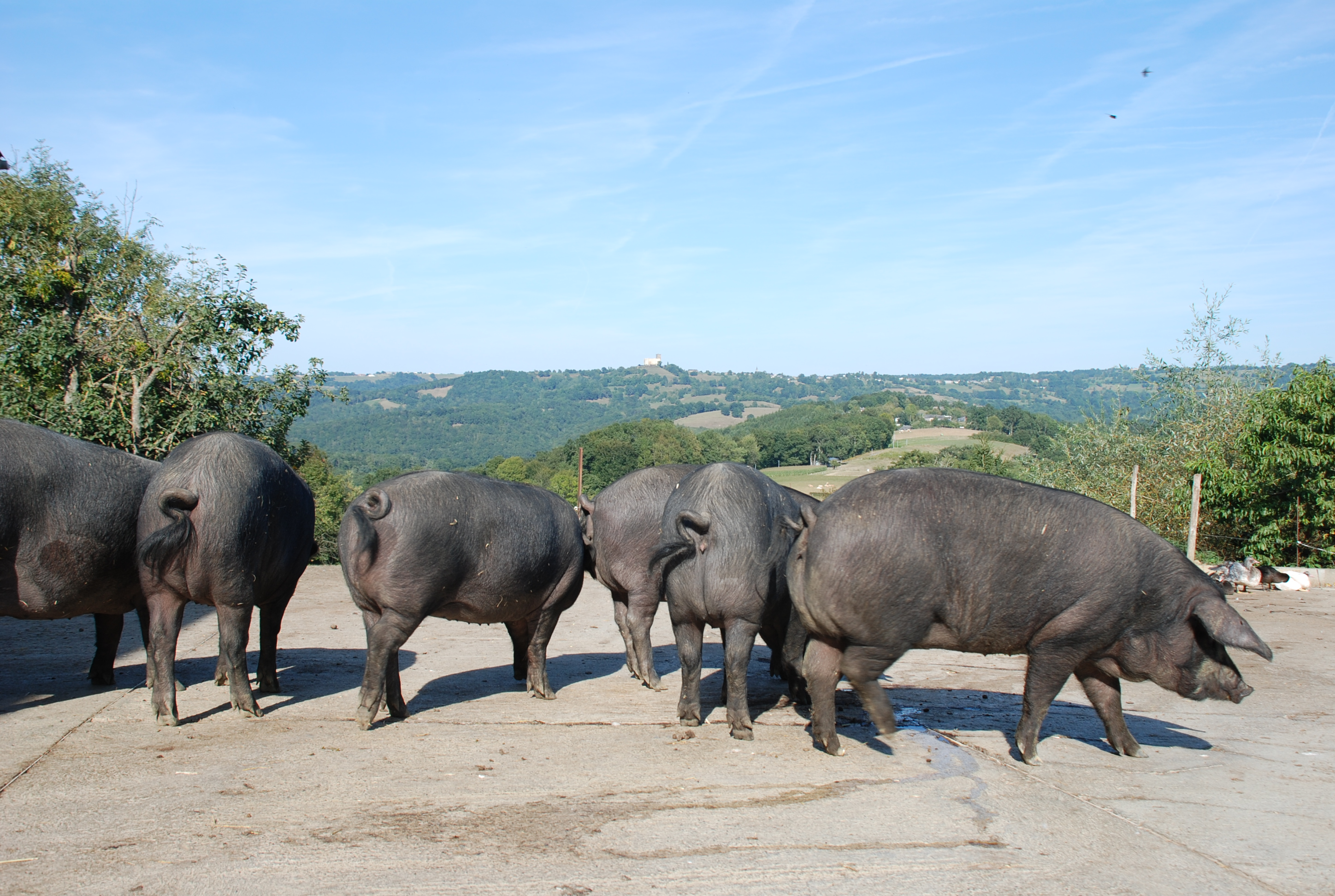
Porcs Noirs de Bigorre

Aspin-Aure liegt in den Zonen AOC der Schweinerasse Porc noir de Bigorre und des Schinkens Jambon noir de Bigorre.

### Verkehr
Aspin-Aure wird durchquert von der Route départementale 918, der ehemaligen Route nationale 618. Sie führt auf dem Gemeindegebiet auch über den Col d’Aspin, einen im Rahmen der Tour de France häufig befahrenen Pass.